# Yên Bình, Thái Nguyên
Yên Bình là một xã thuộc tỉnh Thái Nguyên, Việt Nam.

## Địa lý
Xã Yên Bình có vị trí địa lý:
- Phía đông giáp xã Xuân Dương và xã Sảng Mộc
- Phía tây giáp xã Thanh Thịnh và xã Chợ Mới
- Phía nam giáp xã Chợ Mới, xã Thần Sa và xã Sảng Mộc
- Phía bắc giáp xã Tân Kỳ và xã Xuân Dương.

Xã Yên Bình có diện tích 100,71 km², dân số năm 2025 là 7.036 người.

## Lịch sử
Tháng 6 năm 2025, xã Yên Bình được thành lập trên cơ sở nhập toàn bộ diện tích tự nhiên, quy mô dân số của xã Yên Cư (diện tích tự nhiên là 47,20 km², quy mô dân số là 3.286 người), xã Bình Văn (diện tích tự nhiên là 26,67 km², quy mô dân số là 1.624 người) và xã Yên Hân (diện tích tự nhiên là 26,84 km², quy mô dân số là 2.126 người) của huyện Chợ Mới. Trụ sở làm việc của xã nằm tại xã Yên Hân cũ.

## Hành chính
Đến năm 2019, xã Bình Văn có bảy thôn là Thôm Bó, Bản Mới, Khuôn Tắng, Tài Chang, Đon Cọt, Thôm Thoi, Nà Mố.
Xã Yên Hân có 10 thôn là Nà Sao, Nà Đon, Tát Vạ - Đán Đeng, Trà Lấu, Thôm Chầu, Nà Giáo, Bản Mộc, Nà Làng, Chợ Tinh 1, Chợ Tinh 2.
Xã Yên Cư có 16 thôn là Bản Cháo, Bản Rịa, Bản Chằng, Nà Hoạt, Bản Tám, Phiêng Lầu, Phiêng Dường, Nặm Lìn, Nà Lìn, Đon Nhậu, Nà Pạn, Nà Riền, Đon Quy, Nà Hoáng, Khuổi Thây, Thái Lạo.